# دافي غان
دافي غان (بالإنجليزية: David John Gunn)‏ هو فلاح نيوزيلندي، ولد في 1887، وتوفي في 1955.